# Joan Roughgarden
Joan E. Roughgarden (* 13. März 1946 in Paterson, New Jersey als Jonathan Roughgarden) ist eine US-amerikanische Autorin, Hochschullehrerin und Biologin.

## Leben und Forschung
Roughgarden erhielt den Bachelor of Science in Biologie und den Bachelor of Arts in Philosophie 1968 von der University of Rochester. Zudem erwarb Roughgarden 1971 den Ph.D. in Biologie von der Harvard University. Roughgarden ist Autorin von fünf Büchern und über 120 Artikeln.
Roughgarden lehrt seit 1972 an der Stanford University. Roughgarden gründete und leitete das Earth Systems Program in Stanford und wurde für ihren Einsatz für die Bachelor-Studiengänge ausgezeichnet. In ihren gegenwärtigen Forschungen versucht sie eine Brücke von ökologischen zu ökonomischen Theorien zu schlagen. Mit 52 Jahren outete sich Roughgarden als Transfrau. Jonathan Roughgarden nahm 1998 ein Freisemester und kehrte nach geschlechtsangleichenden Maßnahmen (englisch: transition) als Joan Roughgarden zurück. Unterricht und Forschung gingen weiter wie zuvor.
Ausgehend von einem ökologischen Lehrbuch, das sie gemeinsam mit Paul R. Ehrlich verfasst hatte, schrieb Roughgarden 2004 das Buch Evolution’s Rainbow: Diversity, Gender and Sexuality in Nature and People. In diesem Buch attackiert Roughgarden weder die zentralen Aussagen der natürlichen Selektion, noch ist es eine Argumentationshilfe für die pseudowissenschaftlichen Aussagen von Kreationisten. Vielmehr enthält das Werk Korrekturen an Darwins Ausführungen zum Mechanismus der Selektion. In dem Werk berücksichtigt Roughgarden Homosexualität als sexuelles Verhalten bei vielen verschiedenen Tierarten. Als über ihre Arbeit ein Artikel im Journal Science veröffentlicht wurde, erntete sie massive Kritik anderer Wissenschaftler. 40 verschiedene Fachleute kritisierten sie in 10 Briefen massiv, einer der kritischen Wissenschaftler warf ihr vollständig verkitschte Wissenschaft und mangelnde Ausbildung vor. Roughgarden antwortete lediglich, dass sie nicht allzu überrascht über die Kritik sei. Für dieses Buch erhielt sie 2005 den Stonewall Book Award.
In ihrem nächsten Buch Evolution and Christian Faith (2006) beschäftigte sie sich mit dem Verhältnis zwischen Christentum und Wissenschaft.
Roughgarden veröffentlichte 2009 das Buch The Genial Gene. Deconstructing Darwinian Selfishness. Darin versucht sie, ihre Thesen mit mathematischen Modellen der kooperativen Spieltheorie zu untermauern. Die Theorie der sexuellen Auslese nach Darwin geht von einer Konfliktsituation der Partner aus: Promisken starken Männchen stehen zurückhaltende schwache Weibchen gegenüber; viele Spermien konkurrieren, um zu einer Eizelle zu gelangen. Kooperation sei jedoch schon in der Frühphase der Geschichte des Lebens eine wichtige Triebkraft der Evolution, wie die Autorin empirisch am Beispiel der Volvox-Algen zeigen will.

## Veröffentlichungen
- Theory of Population Genetics and Evolutionary Ecology: An Introduction. Prentice Hall, 1979
- mit Paul R. Ehrlich: Science of Ecology. Prentice Hall, 1987
- mit Robert M. May & Simon A. Levin (Hrsg.): Perspectives in Ecological Theory. Oxford University Press, 1995
- Anolis Lizards of the Caribbean: Ecology, Evolution and Plate Tectonics. Oxford University Press, 1995
- Primer of Ecological Theory. Prentice Hall, 1997, ISBN 0134420624
- Evolution’s Rainbow: Diversity, Gender, and Sexuality in Nature and People. University of California Press, 2004, ISBN 0520246799
  - Website zum Buch
- Evolution and Christian Faith: Reflections of an Evolutionary Biologist. Island Presse, 2006, ISBN 1597260983
- The Genial Gene. Deconstructing Darwinian Selfishness. The University of California Press, Berkeley 2009
  - Evolutionstheorie: Was, wenn der Konflikt ausbleibt?, Rezension von Thomas Weber, Frankfurter Allgemeine Zeitung, 15. Juli 2009